# رپوو
رپوو (به لاتین: Řepov) یک منطقهٔ مسکونی در جمهوری چک است که در ناحیه ملادا بولسلاو واقع شده‌است. رپوو ۲٫۳۷ کیلومتر مربع مساحت و ۷۲۴ نفر جمعیت دارد و ۲۱۰ متر بالاتر از سطح دریا واقع شده‌است.